# Myst (serie de jocuri)

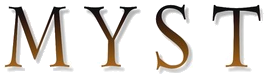
Logo-ul Myst

Myst este o serie de jocuri video de aventuri. Primul joc din serie, Myst, a fost produs în 1993 de frații Rand și Robyn Miller și de compania lor de jocuri video Cyan, Inc. Riven, continuarea jocului Myst, a fost produs în 1997, acesta a fost continuat de alte trei jocuri: Myst III: Exile în 2001, Myst IV: Revelation în 2004 și Myst V: End of Ages în 2005. Un produs spin-off pentru multiplayer, Uru: Ages Beyond Myst, a fost produs în 2003 și a fost urmat de două expansion packs.
Primul joc, Myst, a fost creat inițial pentru Apple Macintosh, apoi pentru Windows; și a fost primul joc publicat exclusiv pe CD. La fel, și Myst IV: Revelation a fost primul joc publicat exclusiv pe DVD.

## Lista de jocuri
| |      |                | |  |  |
| Myst | 1993 | Cyan, Inc.     | 3DO, AmigaOS, CD-i, iOS, Jaguar CD, Mac OS, Nintendo DS, PlayStation, PSP, Saturn, Windows, Windows Mobile |  |  |
| Primul joc din seria Myst s-a numit Myst, a fost dezvoltat de Cyan, Inc. și Brøderbund. Inițial a fost produs pentru Macintosh și PC în 1993, apoi jocul a fost portat pentru Saturn, Windows, Jaguar CD, 3DO, CD-i, PlayStation, AmigaOS, PSP, Nintendo DS și iPhone. În Myst, jucătorii călătoresc de-a lungul Epocilor utilizând o interfață point-and-click, folosind mausul pentru a interacționa cu obiecte puzzle. |      |                | |  |  |
| |      |                | |  |  |
| Riven | 1997 | Cyan, Inc.     | iOS, Mac OS, PlayStation, Saturn, Windows, Windows Mobile                                                  |  |  |
| |      |                | |  |  |
| Al doilea joc al seriei. |      |                | |  |  |
| Myst III: Exile | 2001 | Presto Studios | Mac OS, Mac OS X, PlayStation 2, Windows, Xbox                                                             |  |  |
| Al treilea joc al seriei. |      |                | |  |  |
| |      |                | |  |  |
| Uru: Ages Beyond Myst | 2003 | Cyan Worlds    | Windows |  |  |
| Uru: Ages Beyond Myst se îndepărtează de caracteristicile primelor jocuri, datorită graficii redate în timp real și camerei din perspectiva persoanei a III-a. |      |                | |  |  |
| |      |                | |  |  |
| Myst IV: Revelation | 2004 | Ubisoft        | Mac OS X, Windows, Xbox                                                                                    |  |  |
| Myst IV: Revelation a fost produs în întregime de Ubisoft. |      |                | |  |  |
| |      |                | |  |  |
| Myst V: End of Ages | 2005 | Cyan Worlds    | Mac OS X, Windows                                                                                          |  |  |
| |      |                | |  |  |

## Cărți
Franciza Myst mai cuprinde și o serie de romane: David Wingrove împreună cu Rand și Robyn Miller a scris trei romane Myst: The Book of Atrus (1995), Myst: The Book of Ti'ana (1996) și Myst: The Book of D'ni (1997). Cele trei cărți au fost cuprinse ulterior într-un volum numit The Myst Reader. Al patrulea roman, denumit Myst: The Book of Marrim, este programat să apară în viitor.